# نوروی (ایندیانا)
نوروی (به انگلیسی: Norway) یک منطقهٔ مسکونی در ایالات متحده آمریکا است که در شهرستان وایت، ایندیانا واقع شده‌است. نوروی ۲٫۵ کیلومتر مربع مساحت و ۳۸۶ نفر جمعیت دارد و ۱۹۳ متر بالاتر از سطح دریا واقع شده‌است.